# Hidde Kruize

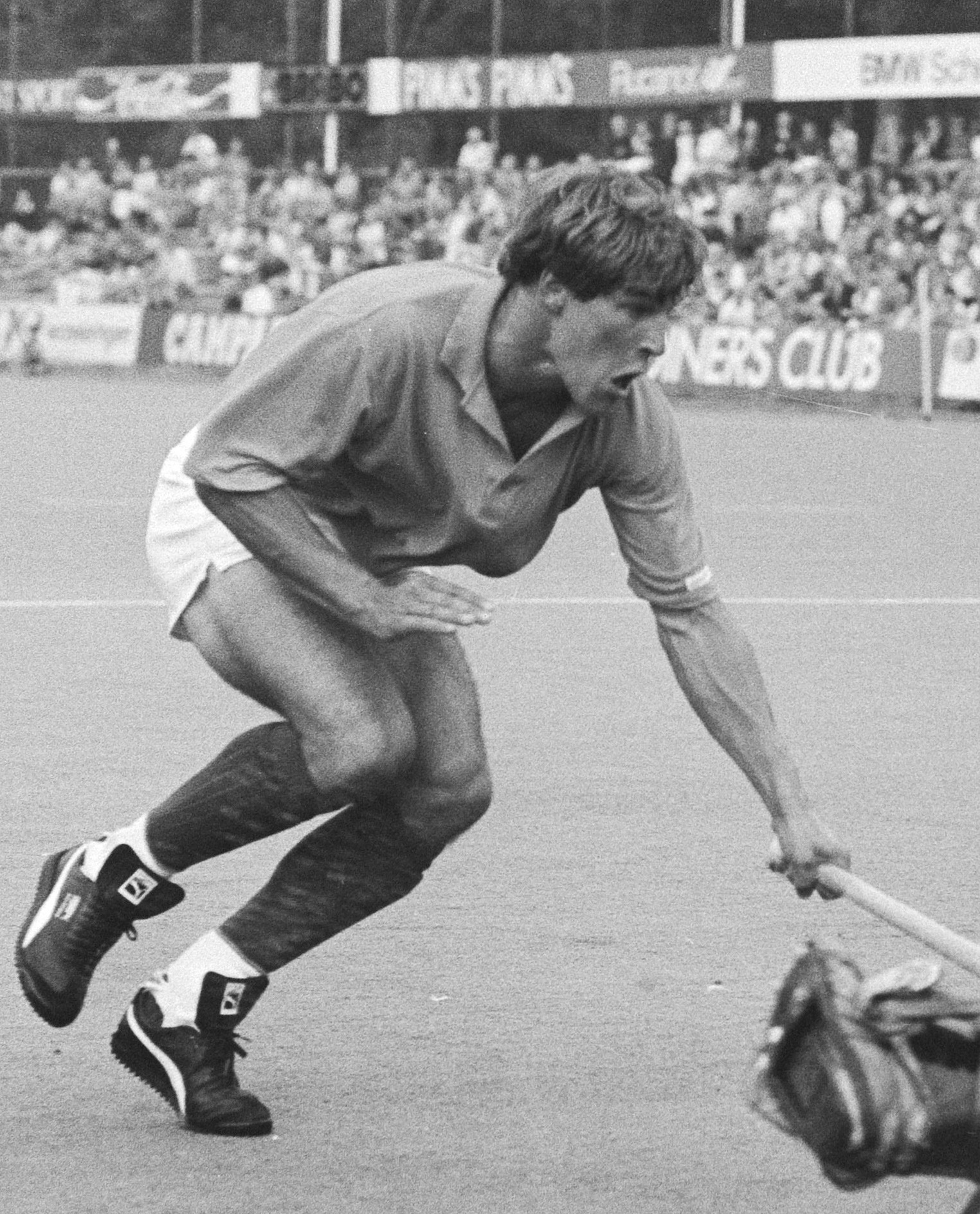
Hidde Kruize (1983)

Jan Hidde Kruize (* 30. September 1961 in Den Haag) ist ein ehemaliger niederländischer Hockeyspieler, der 1983 Europameister und 1988 Olympiadritter war.

## Sportliche Karriere
Hidde Kruize bestritt von 1982 bis 1990 95 Länderspiele für die niederländische Nationalmannschaft, in denen er 31 Tore erzielte.
1983 waren die Niederländer in Amsterdam Gastgeber der Europameisterschaft. Die Niederländer gewannen ihre Vorrundengruppe und besiegten im Halbfinale die deutsche Mannschaft mit 4:1. Im Finale trafen sie auf die sowjetische Mannschaft. Das Spiel stand am Ende der regulären Spielzeit 2:2 und am Ende der Verlängerung 4:4. Im Siebenmeterschießen siegten die Niederländer mit 8:6. Hidde Kruize erzielte im Turnierverlauf vier Tore. 1984 in Los Angeles nahm Kruize an seinen ersten Olympischen Spielen teil. Als Vorrundendritte spielten die Niederländer nur um die Plätze 5 bis 8, letztlich belegten sie den sechsten Platz. Hidde Kruize wirkte in sieben Spielen mit und erzielte im Turnierverlauf zwei Tore.
1986 bei der Weltmeisterschaft in London wirkte Hidde Kruize in allen sieben Spielen mit. Die Niederländer belegten den siebten Platz. Nach einem Jahr Länderspielpause kehrte er 1988 zurück ins Nationalteam. Bei den Olympischen Spielen 1988 in Seoul wurde Kruize in allen sieben Spielen eingesetzt. Im Halbfinale beim 1:2 gegen Deutschland erzielte er den einzigen Treffer für die Niederländer. Das Spiel um den dritten Platz gewannen die Niederländer mit 2:1. 1990 bestritt Hidde Kruize seine letzten drei Länderspiele.
Hidde Kruize spielte beim HC Klein Zwitserland in Den Haag und war mit dieser Mannschaft mehrfach niederländischer Meister. Er ist der Sohn von Roepie Kruize, seine älteren Brüder Ties Kruize und Hans Kruize waren ebenfalls niederländische Nationalspieler und Olympiateilnehmer.